# 連合主義
連合主義（れんごうしゅぎ、英: Associationism）とは、精神的過程はある心的状態とそれに続く状態との連合によって生じるという考え方である。連合心理学（英: Association psychology）は、連合主義の考え方をもとにした19世紀の実験心理学を指す。